# Jeanne Judith Croulard
Jeanne Judith Croulard, née le 13 janvier 1875 à Paris, ville où elle est morte le 23 juillet 1956, est une peintre française.

## Biographie
Jeanne Judith Croulard naît le 13 janvier 1875 dans le 11e arrondissement de Paris.
Elle expose  de 1928 à 1943 au Salon d'automne et au Salon des Tuileries et présente en 1928 au Salon des indépendants les toiles Fin de journée à Saint-Jean-le-Thomas (Manche), Village de Champeaux (Manche), Rue de Guebwiller (Alsace) et Le Miage (Haute-Savoie).
Elle épouse le 5 janvier 1912 à Nogent-sur-Marne André Hippolyte Garnier dont elle se sépare en 1928.
Elle exerce lors de la Première Guerre mondiale comme infirmière-major à l'hôpital d'évacuation d'Aubervilliers puis à l'armée d'Italie et est distingué au Journal officiel pour avoir « entouré partout les blessés des meilleurs soins et fait preuve dans toutes ces fonctions bénévoles et difficiles d'une constante bonté pour tous les malheureux. Dévouement exceptionnel et services continus de septembre 1914 à décembre 1918 ». Elle devient ensuite Présidente de section de la Société de secours mutuels de la Mutualité maternelle de Paris.
Elle meurt le 23 juillet 1956 en son domicile dans le 16e arrondissement.